# História das bandeiras cristãs

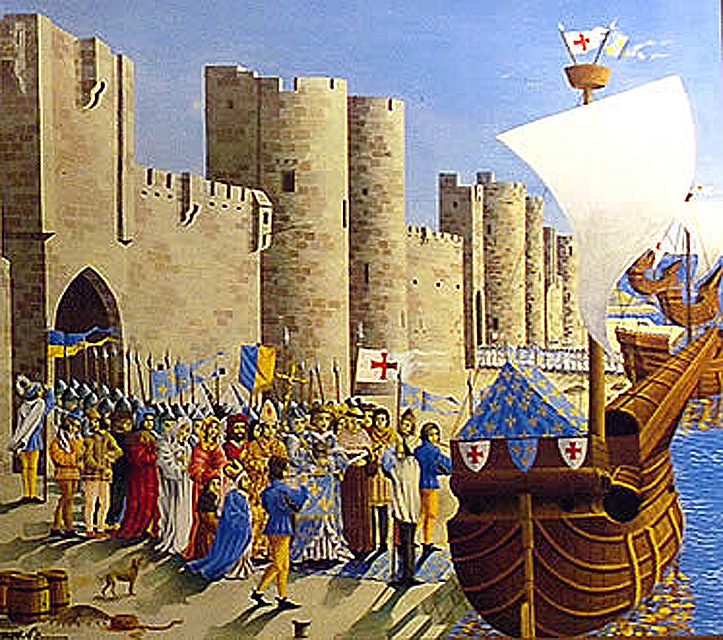
Soldados cristãos carregando bandeiras partem de Aigues-Mortes para a Sétima Cruzada

A história das bandeiras cristãs abrange o estabelecimento de estados cristãos, a era dos cruzados e o movimento ecumênico do século XX.

## Bandeiras nacionais de países predominantemente cristãos

A bandeira imperial da dinastia Palaiologos, conforme retratada na Congregação castelhana de todos os reynos (ca. 1350)

Impérios cristãos, como o Reino da Geórgia, que se tornou um Estado cristão em 337, adotaram o simbolismo cristão em sua bandeira. Da mesma forma, as bandeiras do Império Bizantino frequentemente retratavam "uma tigela com uma cruz, símbolo do domínio mundano bizantino por séculos e da missão ecumênica de espalhar o Cristianismo em todo o mundo".

Estandarte Imperial da Dinastia Solomóica - Império Etíope

Muitos estados oficialmente cristãos e países predominantemente cristãos têm bandeiras com simbolismo cristão. Muitas bandeiras usadas pelas nações modernas têm suas raízes nas bandeiras cristãs históricas usadas nos impérios cristãos históricos, como o Império Bizantino ou na vexilologia dos cruzados. Todas as bandeiras baseadas no Dannebrog, incluindo a Bandeira da Finlândia, Bandeira das Ilhas Faroé, Bandeira da Islândia, Bandeira da Noruega e Bandeira da Suécia, contêm uma cruz cristã, representando o Cristianismo. A União Jack da Grã-Bretanha, bem como suas bandeiras descendentes "faz referência a três santos padroeiros cristãos: o santo padroeiro da Inglaterra, representado pela cruz vermelha de São Jorge, o santo padroeiro da Irlanda, representado pelo salame vermelho de São Patrício e o santo padroeiro da Escócia, representado pelo saltire de Santo André." Além disso, a bandeira da Grécia, bem como a bandeira da Suíça, contêm uma cruz cristã para representar a fé. A "cruz na bandeira da Dominica representa o Cristianismo, enquanto as três cores em que a cruz consiste representam a Trindade" e o "brasão de armas representado na bandeira da Eslováquia mostra uma cruz dupla". A bandeira da República Dominicana também mostra uma Bíblia e uma cruz. A bandeira da Geórgia, a bandeira de Tonga, a bandeira da Moldávia e a bandeira da Sérvia exibem uma cruz representando o Cristianismo. A bandeira de Portugal também possui simbolismo cristão, com as cinco feridas de Cristo. A Bandeira da Cidade do Vaticano apresenta as chaves de São Pedro, que lhe foram dadas por Jesus Cristo, uma or (ouro) e uma argent (prata), que representam o poder celestial e terrestre, respectivamente. A bandeira também apresenta uma cruz cristã, que supera a tiara papal.

Bandeira do Principado da Península Ibérica e Principado de Tao-Klarjeti (548–888 e 888–1008)

Bandeira da Dinamarca
Bandeira da Suécia
Bandeira da Noruega
Bandeira da Islândia
Bandeira da Finlândia
Bandeira das Ilhas Faroé
Bandeira do Reino Unido
Bandeira do Império Etíope
Bandeira da Suíça
Bandeira da Grécia
Bandeira de Dominica
Bandeira da República Dominicana
Bandeira da Eslováquia
Bandeira da Geórgia
Bandeira da Moldávia
Bandeira da Sérvia
Bandeira de Portugal
Bandeira de Tonga
Bandeira da Cidade do Vaticano
Bandeira de Malta
Bandeira de Montenegro
Bandeira de Liechtenstein
Bandeira de San Marino
Bandeira da Espanha
Bandeira de Guernsey
Bandeira da República Dominicana, a única bandeira de país a ter uma bíblia.

Na Idade Média, as bandeiras cristãs exibiam vários tipos de cruzes cristãs. Ordens militares de cavaleiros cristãos usavam essas cruzes em suas bandeiras. Por exemplo, os Cavaleiros Hospitalários (Cavaleiros de Malta) usavam e continuam a usar uma cruz maltesa em suas bandeiras.

Bandeira da Ordem Militar Soberana de Malta (Cavaleiros Hospitaleiros)
Bandeira da Ordem Teutônica
Bandeira dos Cavaleiros Templários
Bandeira da Ordem de São Lázaro

## Bandeiras de denominações cristãs
Muitas denominações cristãs têm sua própria bandeira denominacional e a exibem ao lado da bandeira cristã ecumênica ou independente dela.
As igrejas católicas em comunhão com a Santa Sé costumam exibir a Bandeira do Vaticano, juntamente com sua respectiva bandeira nacional, geralmente em lados opostos do santuário, perto da porta da frente, ou hasteadas em mastros do lado de fora. As dioceses individuais também podem arvorar bandeiras com base no brasão diocesano.
A tradição da Igreja Ortodoxa Oriental, particularmente as jurisdições da Igreja Ortodoxa Grega sob a autoridade direta do Patriarca Ecumênico, costuma exibir essa bandeira. É uma águia bizantina de duas cabeças em um campo amarelo (Or).
As paróquias da Igreja Episcopal freqüentemente exibem a bandeira episcopal, uma cruz de São Jorge com o cantão superior esquerdo contendo uma cruz de Santo André formada por nove cruzamentos (representando as nove dioceses originais) sobre um fundo azul.
O Exército da Salvação tem uma bandeira com uma borda azul (simbolizando a pureza de Deus Pai), um campo vermelho (simbolizando o sangue de Jesus Cristo) e uma estrela de oito pontas dourada (simbolizando o fogo do Espírito Santo). A estrela tem o lema do exército da Salvação, "Sangue e Fogo".
A Comunhão Anglicana tem uma bandeira azul com uma cruz de São Jorge no centro, cercada por uma faixa de ouro com a frase "A verdade vos libertará". em grego do Novo Testamento . Da banda brotam os pontos de uma bússola (simbolizando a disseminação mundial do anglicanismo). No "norte" da bússola está uma mitra (um símbolo da ordem apostólica essencial a todas as igrejas e províncias que constituem a Comunhão Anglicana).
A Igreja da Escócia usa uma bandeira da Escócia representando o Burning Bush (ou Bush não queimado, em algumas tradições).
A Igreja no País de Gales usa uma cruz azul desfigurada com uma cruz celta dourada.
A Igreja da Irlanda usa o Saltire de São Patrício, mas também a Bandeira da Rosa dos Ventos da Comunhão Anglicana.
A Igreja Evangélica na Alemanha, uma federação de igrejas luteranas, reformadas e protestantes unidas, tem uma bandeira com uma cruz latina violeta.

Além disso, muitas igrejas católicas, protestantes e ortodoxas mantêm o uso do lábaro, um símbolo histórico do cristianismo, que atualmente raramente é usado como uma bandeira. 

Bandeira da Igreja Ortodoxa Grega
Bandeira da Igreja Ortodoxa da Geórgia
Bandeira da Igreja Episcopal
Bandeira da Igreja Ortodoxa Sérvia
Bandeira da Igreja Apostólica Armênia
Padrão do Exército de Salvação
Bandeira da Comunhão Anglicana
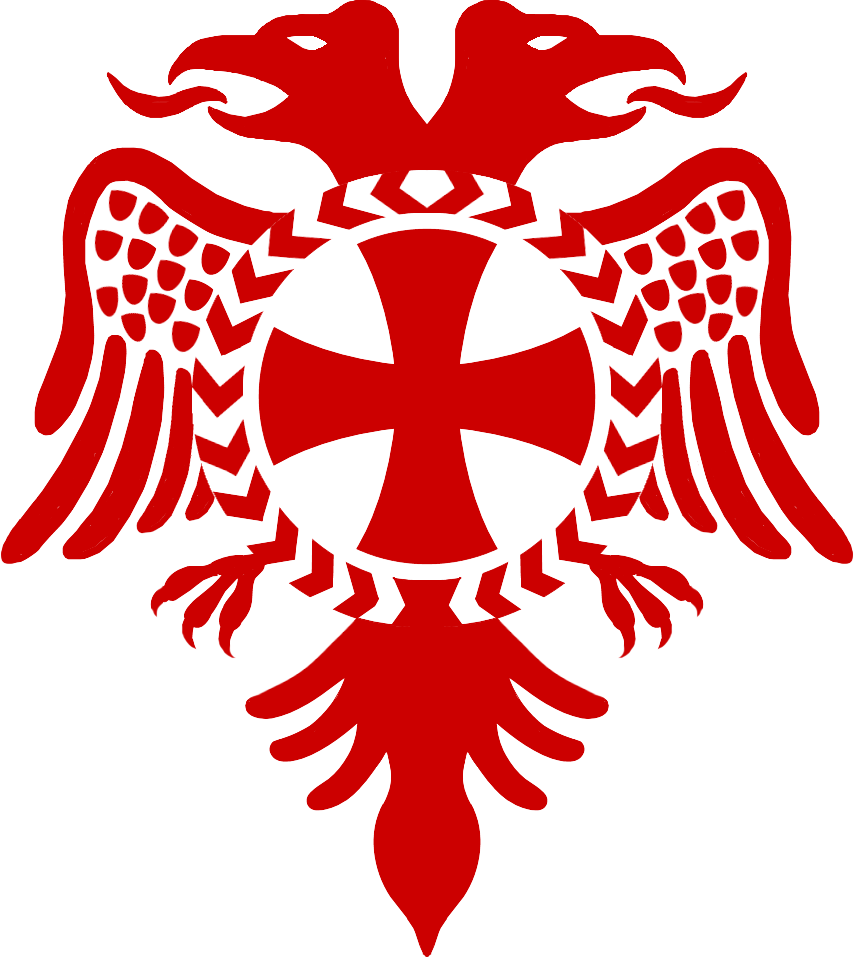
Bandeira da Igreja Ortodoxa da Albânia
Bandeira da Igreja de Gales
Bandeira da Igreja da Escócia
Bandeira da Igreja da Irlanda
Bandeira da Igreja Anglicana da Austrália
Bandeira da Igreja Anglicana do Canadá
Bandeira da Igreja Evangélica na Alemanha
Bandeira da Igreja Evangélica na Alemanha (versão alternativa)

## Bandeira Cristã adotada pelo Conselho Federal de Igrejas

A bandeira cristã

Nos primórdios do movimento ecumênico no final do século XIX e início do século XX, a Bandeira Cristã foi concebida pela primeira vez em 26 de setembro de 1897, na Capela de Brighton, em Coney Island, no Brooklyn, Nova York, nos Estados Unidos. O superintendente de uma escola dominical, Charles C. Overton, deu uma palestra aos alunos reunidos e perguntou aos alunos como seria uma bandeira ecumênica representando todo o Cristianismo. Em 1907, Overton e Ralph Diffendorfer, secretário do Movimento Missionário dos Jovens Metodistas, projetaram e começaram a promover a bandeira. A bandeira cristã intencionalmente não tem patente, pois o designer dedicou a bandeira a toda a Cristandade. No que diz respeito ao simbolismo cristão da bandeira cristã:
O chão é branco, representando paz, pureza e inocência. No canto superior está um quadrado azul, a cor do céu sem nuvens, emblemático do céu, a casa do cristão; também um símbolo de fé e confiança. no centro do azul está a cruz, o estandarte e símbolo escolhido do Cristianismo: a cruz é vermelha, típica do sangue de Cristo.

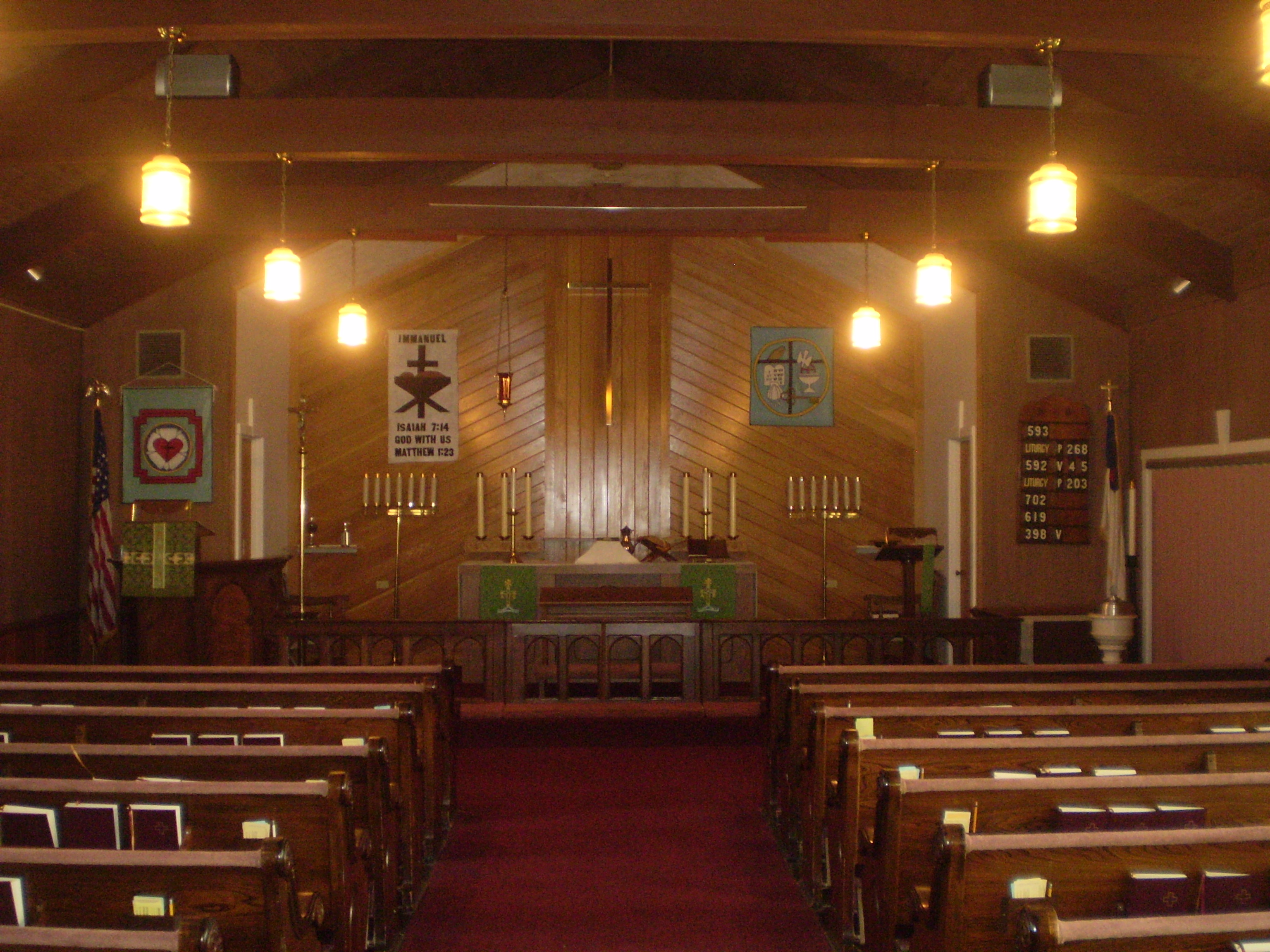
A Bandeira Cristã sendo exibida na capela-mor de um santuário luterano (veja à direita), Hodgkins, Illinois.

A organização ecumênica, Conselho Federal de Igrejas, agora sucedido pelo Conselho Nacional de Igrejas e Igrejas Cristãs Juntas, adotou a bandeira em 23 de janeiro de 1942. Desde então, a bandeira cristã é usada, principalmente nos Estados Unidos, por muitas tradições cristãs, especialmente as protestantes, incluindo as anglicanas, Batista, Menonita, Metodista, Morávio, Luterano, Presbiteriano, Quaker, e Reformado, entre outros.
O famoso escritor de hinos, Fanny J. Crosby, dedicou um hino intitulado "The Christian Flag", com música de R. Huntington Woodman, em sua homenagem; como a bandeira, o hino também é de uso gratuito. No domingo mais próximo de 26 de setembro de 1997, a Bandeira Cristã comemorou seu centésimo aniversário.